# Jean Baptiste Gridaine
Jean Baptiste Gridaine, född 1766 i Reims, Frankrike, död 4 januari 1833 i Stockholm, var en romersk-katolsk präst, biskop, och apostolisk vikarie av Apostoliska vikariatet i Sverige 1805–1833.